# Гончаров, Борис Павлович
Борис Павлович Гончаров — советский хозяйственный, государственный и политический деятель. Первый ректор Волгоградской государственной академии физической культуры.

## Биография
Родился в 1926 году. Член КПСС.
С 1940 года — на хозяйственной, общественной и политической работе. В 1940—1995 гг. — секретарь комитета ВЛКСМ на Сталинградской ГРЭС, токарь и слесарь Сталинградской ГРЭС, второй секретарь, первый секретарь Кировского райкома ВЛКСМ г. Сталинграда, второй секретарь Сталинградского обкома ВЛКСМ, председатель Комитета по делам физической культуры и спорта при Исполкоме Сталинградского областного Совета депутатов трудящихся, ректор Волгоградского государственного института физической культуры, заведующий сектором физической культуры и спорта ЦК КПСС, член президиума Олимпийского комитета России.
Умер в Москве в 2007 году.